# Austrolebias prognathus
Austrolebias prognathus är en fiskart som först beskrevs av Amato, 1986.  Austrolebias prognathus ingår i släktet Austrolebias och familjen Rivulidae. Inga underarter finns listade.